# Azerithonica hyrcanica
Azerithonica hyrcanica là một loài nhện trong họ Agelenidae.
Loài này thuộc chi Azerithonica. Azerithonica hyrcanica được miêu tả năm 2005 bởi Guseinov, Yuri M. Marusik & Koponen.